# Meg & Dia
Meg & Dia é uma banda de rock americana formada em 2004. Foi fundada pelas irmãs Meg e Dia Frampton antes de se tornar um quinteto (passando a se chamar Cowards Courage e lançado o CD Straight Out of a Story Book) com membros adicionais Eddie Friends, Ryan Hardy, Jon Cash e Alex Kruse. Com a saída dos quatro últimos, Meg & Dia posteriormente voltou ao seu nome principal com os membros adicionais Nicholas Price, Jonathan Snyder (ex-Madison) e Carlo Gimenez.
Meg & Dia lançou seu primeiro álbum, Our Home is Gone, em 2005. Na época, a banda consistia apenas nas duas irmãs Frampton, e as faixas do álbum eram principalmente músicas acústicas. Meg tocava guitarra e fazia back-up vocais enquanto Dia cantava. Um ano depois, eles lançaram seu segundo álbum, Something Real, seu primeiro álbum lançado pela Doghouse Records.
A banda assinou com a Warner Bros Records em 2007 e lançou Here, Here and Here em 2009 pela Sire Records. Antes de se separarem, eles assinaram com o nome de Dia Frampton para a Universal Republic.

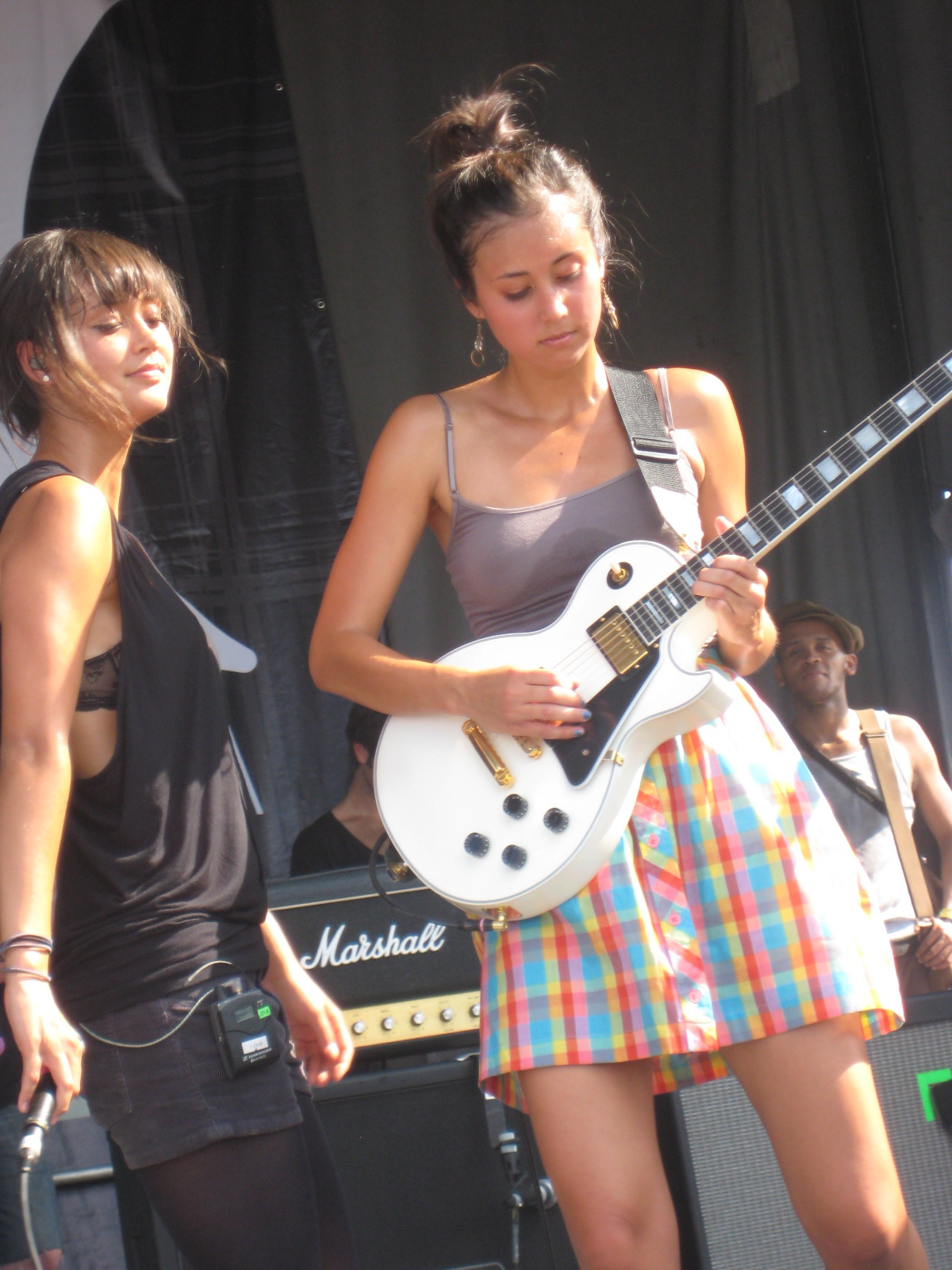
Meg & Dia na Warped Tour.

Em 2019, a banda se reúne novamente. Fazendo muitas turnês e shows. Nesse mesmo ano, lançaram o novo álbum chamado Happysad.
Em 1 de dezembro de 2024, a banda lança o álbum Mosaic de forma independente, tendo um single lançado no primeiro dia de cada mês, formando um total de 10 músicas.
No dia 31 de dezembro de 2024, o perfil oficial da banda no Instagram anuncia que as irmãs Frampton já estão trabalhando em composições para um futuro novo álbum, sem data definida para lançamento.

## Discografia

### Álbuns
| Data do lançamento    | Título              | Gravadora                                                      |
| 12 de agosto de 2005  | Our Home Is Gone    | Independente                                                   |
| 8 de agosto de 2006   | Something Real      | Doghouse Records & Warner Bros.                                |
| 21 de abril de 2009   | Here, Here and Here | Doghouse Records & Warner Bros. (distribuído por Sire Records) |
| 5 de abril de 2011    | Cocoon              | Independente                                                   |
| 26 de julho de 2019   | Happysad            | Pure Noise Records                                             |
| 1 de dezembro de 2024 | Mosaic              | Adventure Cat Records                                          |

### EPs
| Data do lançamento     | Título                                                |
| 8 de julho de 2006     | What Is It? A Fender Bender                           |
| 3 de outubro de 2006   | Warped Tour Sessions                                  |
| 29 de julho 2007       | If You're Poor, Find Something to Sue Somebody For... |
| 10 de julho de 2009    | Hurley Live Sessions 2009                             |
| 2 de novembro de 2010  | It's Always Stormy in Tillamook                       |
| 10 de dezembro de 2011 | Be Careful, I Love You, Stay In Touch.                |